# 库唐
库唐（法語：Coutens）是法国阿列日省的一个市镇，属于帕米耶区（Pamiers）米尔普瓦县（Mirepoix）。该市镇2009年时的人口为172人。

## 人口
库唐人口变化图示
| 数据来源：INSEE |